# Cristian Grabinski
Cristian Emilio Grabinski (Llavallol, 12 gennaio 1980) è un allenatore di calcio ed ex calciatore argentino, di ruolo difensore.

## Carriera

### Club
Durante la sua carriera ha vestito le maglie di Newell's Old Boys, Racing Club, Colón (SF), AEK Larnaca, Emelec e Chacarita Juniors.

### Nazionale
Con la maglie di nazionali argentine giovanili ha preso parte al Mondiale Under-17 del 1997 e al Mondiale Under-20 del 1999.